# Casmara
Casmara é um gênero de traça pertencente à família Agonoxenidae.